# طلای مکنا
طلای مَکِنا (انگلیسی: Mackenna's Gold) فیلمی در ژانر وسترن به کارگردانی جی. لی تامپسون و محصول ایالات متحدهٔ آمریکاست که در سال ۱۹۶۹ منتشر شد.
خلاصه فیلم: در سال ۱۸۷۲ سرخ‌پوستی هنگام مرگ، نقشهٔ گنج «درهٔ طلا» را در اختیار «مکنا» (پک)، کلانتر هادلی برگ می‌گذارد. از آن جا که آپاچی‌ها روی این گنج افسانه ای حساسیت دارند و «مکنا» نیز اصلاً به وجود آن باور ندارد، نقشه توسط کلانتر سوزانده می‌شود اما راهزن بی رحمی به نام «کلرادو» (شریف)، «مکنا» را مجبور می‌کند تا او و همراهان تشنهٔ طلایش را به سوی درهٔ طلا راهنمایی کند.

## بازیگران
- گریگوری پک
- عمر شریف
- تلی ساوالاس
- کینن وین
- جولی نیومر
- تد کسیدی
- لی جی. کاب
- ریموند مسی
- بورگس مریدیت
- آنتونی کوایلی
- ادوارد جی. رابینسون
- ایلای والاک
- ادواردو چانلی
- شلی موریسون
- ویکتور جوری